# Poste centrale de Sarajevo
La poste centrale est située en Bosnie-Herzégovine, sur le territoire de la Ville de Sarajevo. Construite entre 1907 et 1909 sur des plans de l'architecte Josip Vancaš, elle est inscrite sur la liste provisoire des monuments nationaux de Bosnie-Herzégovine.

## Localisation

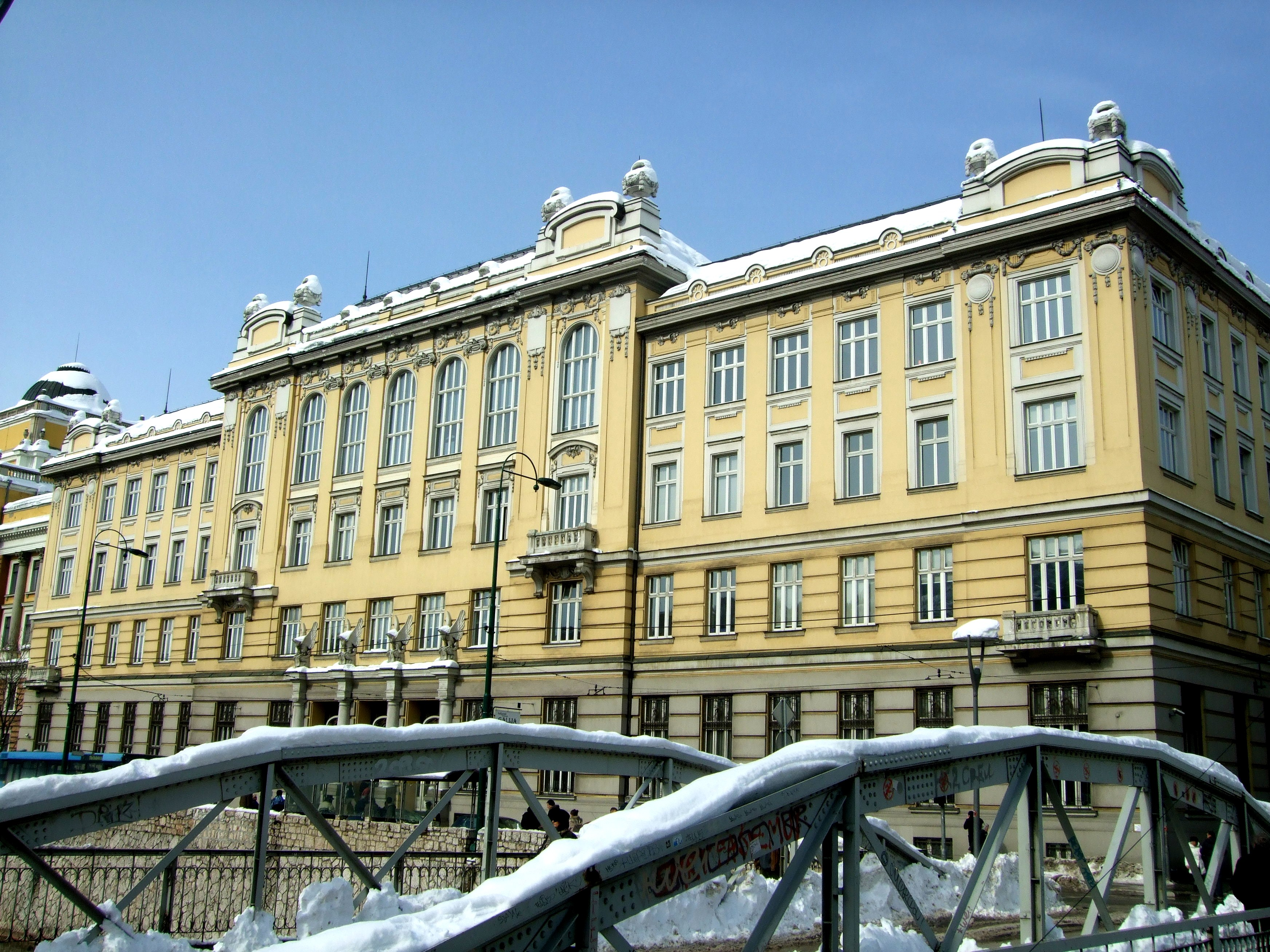
Autre vue de la poste

## Histoire

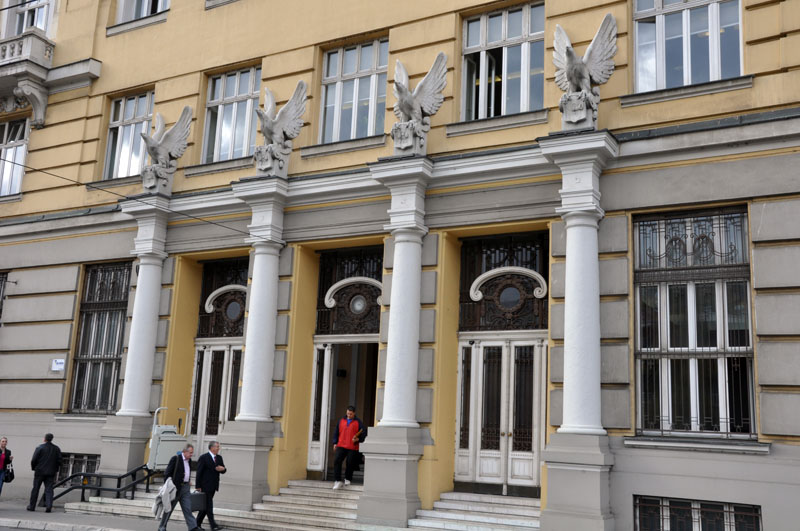
Détail de l'entrée

## Architecture

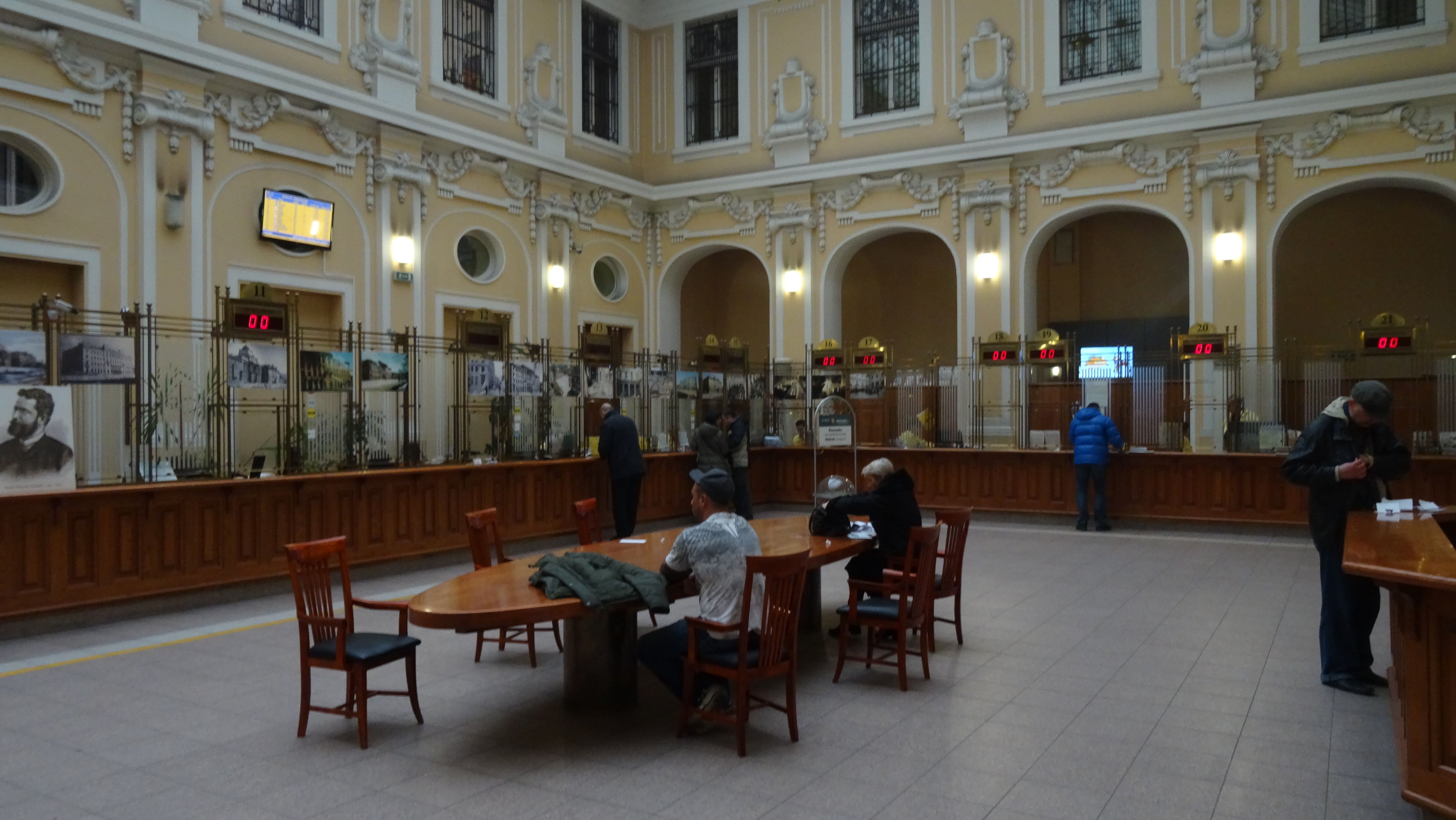
L'intérieur de la poste